# Guerau de Queralt i Cardona
Guerau de Queralt i de Cardona (Santa Coloma de Queralt, 15 de novembre de 1525 – castell del Catllar, 14 d’octubre de 1595) va ser baró de Queralt, fill de Guerau de Queralt i Requesens i Cecília de Cardona.

## Guerau i Santa Coloma
Ambdós progenitors moren abans que compleixi la quinzena: Guerau el 7 d’octubre de 1534 i Cecília el 8 de maig de 1540. Amb la mort de la mare es converteix de facto en baró de Queralt, condició que ostentava amb només nou anys. El 1549 es casa amb Comtessina d’Icart, amb qui promourà la reconversió del castell de Santa Coloma de Queralt en un palau renaixentista.
En aquest procés de transformació, els barons ordenen confeccionar un fresc a la volta de l'edifici per celebrar la victòria de la Santa Lliga a la batalla de Lepant (1571), on el seu fill Lluís participa com a cap d’un terç. Els notables canvis que es produeixen en el monument es testimonien en la comparació entre els inventaris de 1540 i 1595.
La relació entre el baró i l'elit civil i religiosa de Santa Coloma no va ser fluida. El 1560 s'enfronta amb la comunitat de preveres pels drets de la rectoria (que no obté) i sobre el mateix emplaçament de la casa rectoral. Per aquest motiu, la veu popular que els rostres esculpits en l'església parroquial de Santa Coloma, també d’estil renaixentista, inaugurada el 1577, corresponen a Comtessina i a Guerau. Durant el seu senyoriu, es constitueix el Consell de la Quarantena (1571), un canvi substancial en la governança de Santa Coloma, atès que les decisions sobre la Vila ja no eren preses pel conjunt de caps de casa d'aquesta.
Durant el senyoriu de Guerau, també es va construir el replà de l'església (1587) i es va ordenar cobrir el campanar

## Vida política
Més enllà de Santa Coloma, Guerau va tenir un paper destacat en la política catalana. El 1563 consta com a membre de la dotzena de personalitats que assessoren els afers de la Diputació del General, funció en la qual torna a constar el 1568. Aquest any, concretament el 26 de setembre, es desplaça a la cort de Felip II, en nom de la Diputació per a queixar-se de les actuacions de l'inquisidor Jerónimo Manrique. El 9 de juliol de 1572 s'embarca a Roma com ambaixador de la Diputació davant del General del Papa Gregori XIII (1572-1575) per intentar que no s'apliqués l'excusat a Catalunya. El 1581 segueix participant esporàdicament de les decisions de la Diputació.
En paral·lel, Guerau treballa en un progressiu acostament a la cort de Castella. A més d’ordenar l'esmentat fresc renaixentista, concorda el casament de la seva filla Dionísia amb Hug de Montcada (1581) i envia el fill Cristòbal a estudiar a la Universitat de Salamanca. El 1585, en el marc del viatge de Felip II de Castella per assistir a les Corts General de Montsó, Guerau el rep en dues ocasions a Santa Coloma: el 22 d’abril i el 22 de juny, només dos dies abans que traspassi Comtessina (24 de juny).
El baró va morir el 14 d’octubre de 1595 en el castell de Catllar. Les cerimònies funeràries celebrades a Santa Coloma demostren que les friccions amb la comunitat de preveres local encara persistien.